# Лана (кечистка)
Катрин Джой Пери (на английски: Catherine Joy „C.J.“ Perry) е американска кечистка, актриса, певица, модел и танцьорка.
Известна е с участието си в професионалната борба (кеч) като валет (мениджър). Има договор с WWE. В кеча се представя с името Лана, като менажира българския кечист Русев.

## Филмография
| Година | Заглавие                                    | Роля            |
| ------ | ------------------------------------------- | --------------- |
| 2008   | Benny Future and the Madman from Manchester | Арабела         |
| 2011   | Big Mommas: Like Father, Like Son           | Танцьорка       |
| 2011   | Big Time Beach Party                        | Танцьорка       |
| 2012   | Pitch Perfect                               |                 |
| 2015   | Soul                                        | Алексис         |
| 2015   | Pitch Perfect 2                             | Наследство Бела |
| 2016   | Countdown                                   | Себе си         |
| 2016   | Interrogation                               | Беки            |
| 2020   | Cosmic Sin                                  |                 |

## Дискография
Сингли
| Година | Сингъл                | Албум |
| ------ | --------------------- | ----- |
| 2009   | „Would You Like That“ |       |

## В кеча
Финални хватки
- Акварелът (Камилен съединител с театрални представления – 2017 – настояще приети от Русев)
- Скокове на ринга
- Симптом на шпинделката 2016 – настояще

### Мениджъри
- Мари Кейт

### Управлявала кечисти
- Русев
- Долф Зиглър
- Отбор Лоши (Наоми и Тамина)
- Ема
- Джиндър Махал